# Skjolds Plads Station
Skjolds Plads Station er en undergrundsstation på den københavnske Metros cityring. Skjolds Plads Station er beliggende i Haraldsgade, med hovedtrappe ud imod Tagensvej. Stationen ligger i takstzone 2 og åbnede 29. september 2019.

## Stationens udformning
Stationen er udformet med gråt strukturglas som reference til Københavns Universitets nærliggende Nørre Campus. 
Hovedtrappen ligger ved krydset Haraldsgade/Tagensvej. På Skjolds Plads er der en bagtrappe til en cykelkælder i tilslutning til stationen. Desuden er der opsat et offentligt toilet på pladsen.